# Vararia pirispora
Vararia pirispora är en svampart som beskrevs av Boidin, Gilles & Lanq. 1987. Vararia pirispora ingår i släktet Vararia och familjen Lachnocladiaceae.   Inga underarter finns listade i Catalogue of Life.